# Edward C. Prescott

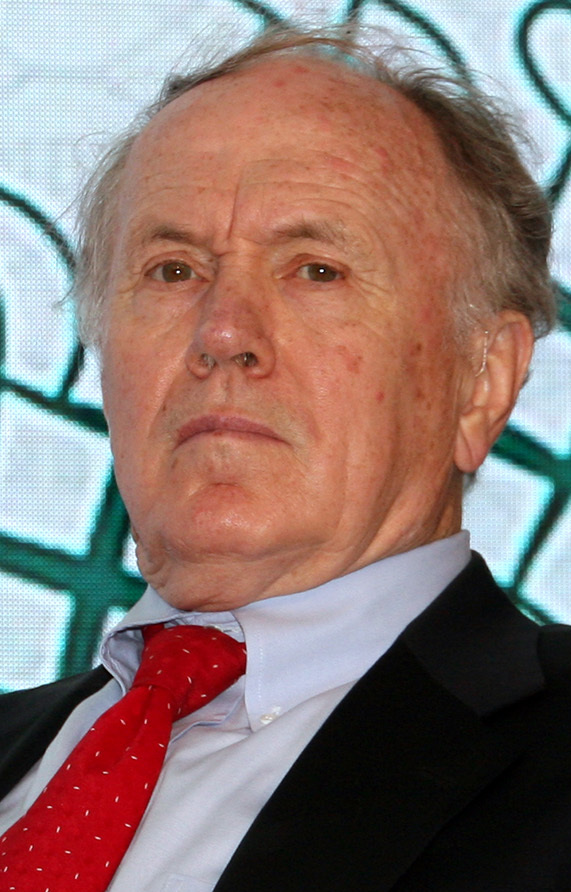
Edward C. Prescott (2015)

Edward Christian Prescott (* 26. Dezember 1940 in Glens Falls, New York; † 6. November 2022 in Paradise Valley, Arizona) war ein US-amerikanischer Ökonom und Hochschullehrer. Für seine Beiträge zur dynamischen Makroökonomie erhielt er 2004 zusammen mit Finn E. Kydland den Alfred-Nobel-Gedächtnispreis für Wirtschaftswissenschaften.

## Leben
Kydland und Prescott untersuchten, warum sich Wirtschaft nicht gleichmäßig entwickelt, sondern Phasen des Aufschwungs immer wieder von Phasen der Rezession abgelöst werden. Im Kern kamen sie zu dem Resultat, dass die Verantwortung dafür in der schubweisen Entwicklung von neuen Technologien liegt. Dadurch würden Preise, Produktivität und Löhne verändert und so Konjunkturzyklen ausgelöst. Ein weiteres Untersuchungsgebiet betraf den Einfluss von Geld- und Wirtschaftspolitik auf diese Zyklen. Hier kamen sie zu dem Schluss: „Je glaubwürdiger Politik und Nationalbank wirken, um so stabiler ist der jeweilige Konjunkturverlauf.“ Das Komitee betonte, dass auch die wesentliche Bedeutung der Ergebnisse für die Praxis vieler Länder bezüglich Geld- und Wirtschaftspolitik einen Ausschlag für die Zuerkennung des Preises hatte.
In seiner methodisch-theoretischen Arbeit konnte Prescott mit dem nach ihm benannten Hodrick-Prescott-Filter auch auf dem Gebiet der Zeitreihenanalyse einen wichtigen Beitrag leisten. Der Hodrick-Prescott-Filter ermöglicht die Herausfilterung der glatten Komponente (Trend) aus einer mit Saison- und Zufallsvariablen überlagerten Zeitreihe. Dieses Verfahren wird in der empirischen Konjunkturforschung eingesetzt. Prescott veröffentlichte gemeinsam mit Rajnish Mehra das Equity Premium Puzzle.
Er unterrichtete an der Arizona State University in Tempe und war in der Minneapolis-Filiale des Federal Reserve Systems beschäftigt. 1992 wurde Prescott in die American Academy of Arts and Sciences gewählt, 2008 in die National Academy of Sciences. Für 2015 wurde ihm der Adam-Smith-Preis zugesprochen.
Prescott starb im November 2022 im Alter von 81 Jahren.

## Rundfunkberichte
- Edward Prescott im Gespräch mit Dieter Kassel: "Der Westen könnte einen Boom erleben" – Nobelpreisträger kritisiert Versagen der Politik, Deutschlandfunk – „Wirtschaft & Gesellschaft“ vom 20. August 2014